# Ogólnopolski Zjazd Rodzimowierczy
Ogólnopolski Zjazd Rodzimowierczy – coroczny zjazd przedstawicieli polskich wspólnot rodzimowierczych, zapoczątkowany w 2013 r. przez dwa wiodące związki wyznaniowe odwołujące się do rodzimowierstwa słowiańskiego: Rodzimy Kościół Polski i ZW Rodzima Wiara. Wydarzenie podzielone jest na dwie części: konferencję, w trakcie której organizowane są wystąpienia reprezentantów poszczególnych wspólnot biorących udział w wydarzeniu oraz wiec, na którym uczestnicy dążą do integracji działań środowiska, wypracowania wspólnych podstaw rodzimej wiary oraz planowania przyszłości rodzimowierstwa w Polsce.

## Historia

### I Zjazd
- Łódź, 23-25 sierpnia 2013

Pierwszy Zjazd miejsce w dniach od 23 do 25 sierpnia 2013 roku w ośrodku wypoczynkowym Prząśniczka w łódzkich Łagiewnikach pod nazwą „I Ogólnopolski Zjazd Rodzimowierczy”. Oprócz RKP i ZW RW, w gronie pomysłodawców zjazdu znalazły się również Grupa WiD, Stowarzyszenie „Gontyna” oraz Stowarzyszenie „Żertwa”. W organizacji wydarzenia wzięła udział też Międzynarodowa Federacja Pogańska. Zostało ono nagłośnione przez media oraz określone jako przełomowe w historii polskiego rodzimowierstwa.
Tematami poruszanymi podczas wiecu były m.in.: funkcjonowanie rosnącej społeczności rodzimowierców w społeczeństwie, a także przypadki nietolerancji religijnej czy łamania zasad wolności sumienia i wyznania oraz egalitarności wyznań względem prawa. Omówiono również problematykę związaną z pochówkiem i rytuałami pogrzebowymi w obrządku słowiańskim. Gośćmi honorowymi byli dwaj pisarze: Witold Jabłoński i Konrad T. Lewandowski.

### II Zjazd
- Przełęcz Tąpadła, 18-19 października 2014

Podczas II Zjazdu podjęto decyzję o wstrzymaniu działalności Rodzimowierczego Radia Internetowego WID. Ustalono również powołanie organizacji zrzeszającej wszystkie chętne wspólnoty rodzimowiercze (formalne i nieformalne), która reprezentowałaby je w kontaktach z innymi instytucjami. W związku z tym opracowano definicję rodzimowiercy słowiańskiego w brzmieniu „rodzimowiercą słowiańskim jest osoba, która czci wyłącznie Bogów słowiańskich”.

### III Zjazd
- Łysogóry, 22-23 sierpnia 2015

W trakcie III Zjazdu, w konsekwencji ustaleń podjętych rok wcześniej, powołana została Konfederacja Rodzimowiercza. Został przedstawiony skład członkowski oraz zasady w niej obowiązujące.

### IV Zjazd
- Powsin, 19-21 sierpnia 2016

W wyniku IV Zjazdu do Konfederacji Rodzimowierczej dołączyła Gromada „Wanda”. Zostały również omówione kwestie związane z jej udziałem w przedsięwzięciach Konfederacji. W dalszej części rozmawiano m.in. o sprawach związanych z dalszą działalnością pisma „Gniazdo” oraz podjęto decyzje o utworzeniu ogólnorodzimowierczej (tworzonej przez wszystkie wspólnoty) publikacji prezentującej rodzimowierstwo osobom postronnym i organizacji kolejnego Wiecu w Krakowie.

### V Zjazd
- Korzkiew, 4-6 sierpnia 2017

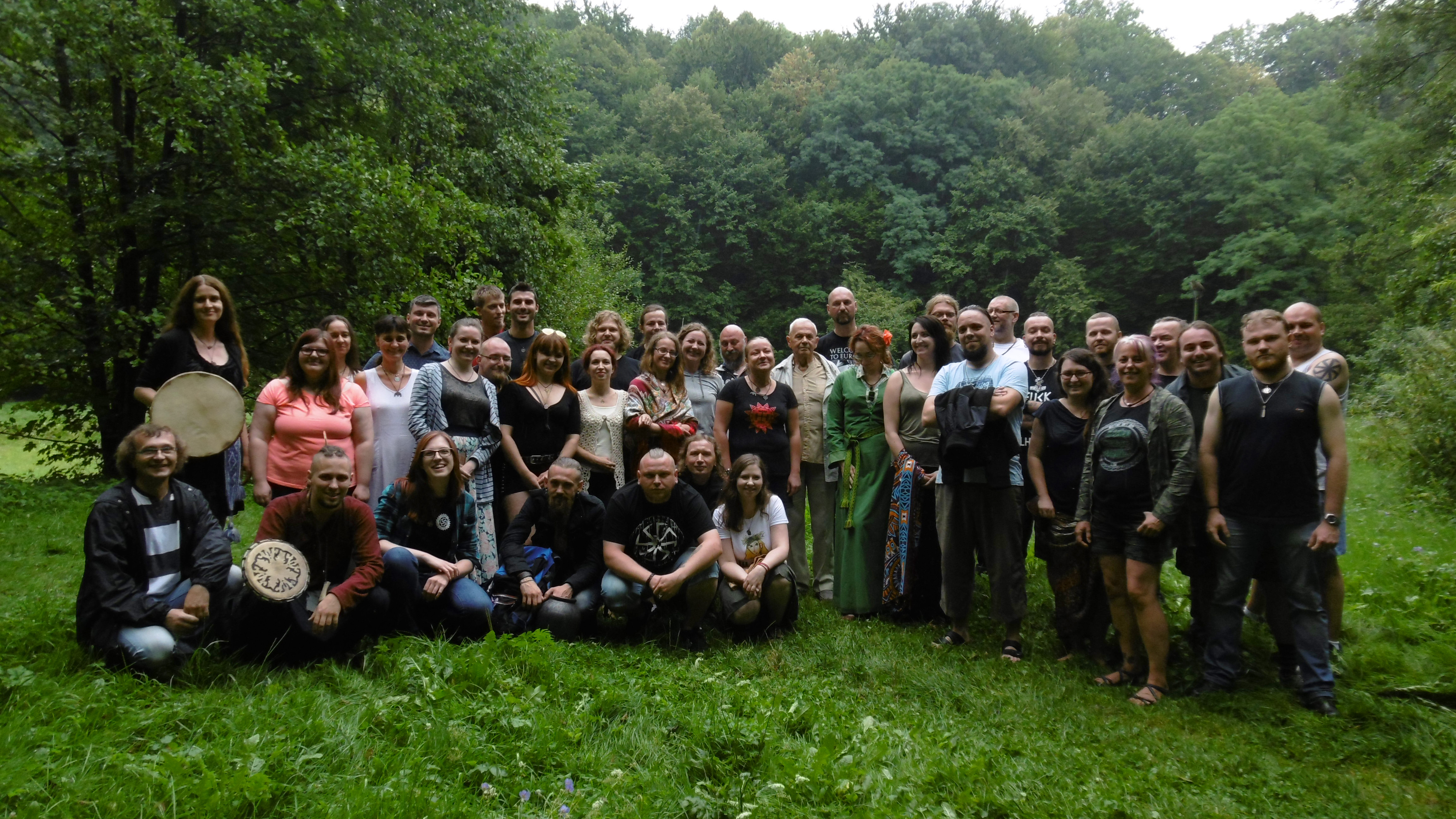
V Ogólnopolski Zjazd i Wiec Rodzimowierczy

V Zjazd był koordynowany przez Gromadę „Wanda”. Podczas wydarzenia odbyła się prelekcja Scotta Simpsona z Uniwersytetu Jagiellońskiego, miały miejsce także występy zespołu Jar oraz Olesi Sinczuk. Dyskusje podjęte w części wiecowej dotyczyły takich tematów, jak związki pomiędzy rodzimowierstwem a ekologią czy istota kręgu obrzędowego.

### VI Zjazd
- Barbarka, 10–12 sierpnia 2018

W trakcie VI Zjazdu poruszono kwestie związane z organizacją obchodów święta Stado oraz tworzeniem Kalendarza Słowiańskiego. Wśród omawianych zagadnień pojawił się również wątek wpływu indywidualnych postaw i poglądów reprezentowanych przez rodzimowierców na wizerunek całego wyznania, a także współpracy z litewskimi bałtowiercami.